# Manlio Armellini
Manlio Armellini (Porto San Giorgio, 9 ottobre 1937 – Milano, 16 novembre 2020) è stato un giornalista, editore e manager italiano.

## Biografia
Manlio Armellini ha coordinato e guidato per quasi cinquant'anni lo sviluppo del Salone Internazionale del Mobile di Milano e delle altre rassegne ad esso collegate. Dell'ente organizzatore Cosmit, fondato nel 1961, è stato vicesegretario, segretario generale e amministratore delegato fino al 2009. Nella continuità di questi ruoli ha composto in un progetto collettivo le diverse imprese, associazioni di categoria, presidenti e consulenti che hanno partecipato alla vita del Cosmit e dei Saloni, finalizzandole alla costruzione di un sistema di eventi fieristici e culturali divenuto punto di riferimento milanese e mondiale della cultura dell'abitare, del design e della produzione dell'arredamento made in Italy.
Il 2 giugno 2008 il capo di Stato Giorgio Napolitano lo ha insignito della massima onorificenza di Cavaliere di Gran Croce. Il 2 novembre 2023 il suo nome è stato iscritto tra le personalità illustri del Famedio di Milano al Cimitero Monumentale.

### Esordi
I genitori di Manlio Armellini, entrambi marchigiani, si erano trasferiti da Roma a Milano nel 1945, dove il padre Tito dirigeva la delegazione Alta Italia di Federlegno. Già negli anni giovanili, insieme al padre, frequenta architetti, designer, grafici, industriali e artisti della Milano del secondo dopoguerra - tra cui Gio Ponti, Michele Provinciali, Franco Cassina - e partecipa al dibattito su modernità e ruolo del design nella produzione del mobile.
In occasione di visite a fiere di settore in Italia e all'estero, coglie le criticità del comparto produttivo del mobile italiano, un settore ancora frammentato, prevalentemente artigianale, con rassegne fieristiche locali perciò privo di strumenti idonei a competere sui mercati internazionali. Nel 1960 la prima mostra di Mobilieri italiani all'estero, organizzata a Colonia dall'IFI (Italian Furniture Impex), rende evidente il divario tra l'Italia e i già affermati sistemi tedesco e scandinavo. Il padre Tito propone allora ad alcune aziende tra le più dinamiche del settore di creare una manifestazione a Milano e a tal fine viene costituito il Cosmit, Comitato Organizzatore del Salone del Mobile Italiano, di cui Tito Armellini è Segretario Generale e Manlio responsabile della promozione, della grafica e della comunicazione. Il 24 settembre 1961 inaugura la prima edizione del Salone alla Fiera di Milano e la risposta supera le aspettative: partecipano 328 aziende.
Manlio Armellini aveva già esordito nel 1957 come giornalista in due testate: L'Industria del Legno & del Mobile organo ufficiale della Federazione, e Il Mobile Italiano (1957-1960) diretta dall'architetto Carlo De Carli. Inoltre collaborava con Gamma Film e Roberto Gavioli per la pubblicità. La passione per il giornalismo e la comunicazione lo porterà in seguito a editare e dirigere altre testate tra le quali Rassegna. Modi di abitare oggi di cui affiderà la direzione all'architetto Adalberto Dal Lago e Moba, house organ bilingue del Cosmit.

### I primi trent'anni
Armellini intuisce presto l'urgenza di coniugare il palcoscenico del Salone con la Milano del dibattito culturale più avanzato sulla modernità che la Triennale e riviste come Domus alimentavano con vigore. Nelle prime edizioni del Salone dominavano invece i mobili in stile e le nuove tendenze erano poco rappresentate. Nel 1965 - da responsabile anche delle adesioni e dell'assegnazione degli spazi espositivi - riunisce per la prima volta alla Fiera di Milano un gruppo di aziende mobiliere italiane tra le più sensibili al design e alla contemporaneità, tra cui Cassina, Arflex, Bernini, Boffi, Kartell, Molteni, Poltronova, Poltrona Frau e Tecno. Da questo momento il Salone - internazionale dal 1967- diventa il luogo dove sono presentati i pezzi di arredo che hanno fatto la storia del design italiano. A inaugurare questa nuova sezione anche la Mostra retrospettiva per una documentazione sul design del mobile in Italia dal 1945 a oggi, curata da lui stesso e da Adalberto Dal Lago.
Nel 1974, dopo tre anni da vicesegretario, diventa segretario generale di Cosmit e promuove la nascita di altri Saloni specialistici dedicati a comparti ad alto carattere innovativo: nello stesso anno EuroCucina, Salone Internazionale dei Mobili per Cucina, nel 1976 Euroluce, Salone Internazionale dell'Illuminazione, nel 1982 Eimu, Esposizione Internazionale Mobili Ufficio, nel 1989 il Salone Internazionale del Complemento d'Arredo.
Nel 1987 ottiene per il Cosmit il Premio Compasso d'Oro ADI per il contributo alla produzione e al design del settore..
Insieme all'ampliamento delle rassegne fieristiche Armellini avvia negli anni ottanta l'ideazione di mostre ed eventi culturali che guardano alla storia e al futuro ed estendono il raggio d'azione del Salone: Giuseppe Maggiolini Ebanista, Mobili come Aforismi-35 Mobili del Razionalismo Italiano - mostra portata anche a New York, Chicago, Helsinki, Stoccolma e Lubiana -, Ulisse Telematico: l'Ufficio verso il Terzo Millennio. Il suo impulso lungimirante diventa la cifra distintiva di Milano nel panorama internazionale delle fiere del settore. Questa forza attrattiva e mediatica contribuisce a far crescere quella DesignWeek milanese che nel 1990 prende il nome di FuoriSalone.
Per la tappa storica del trentesimo anniversario del Salone nell'aprile 1991 - con la definitiva chiusura della Fiera Campionaria (1985) e della Grande Fiera di aprile (1990) - promuove la realizzazione alla Triennale di Milano di una grande mostra-manifesto - Mobili Italiani 1961 1991. Le Varie Età dei linguaggi, a cura di Claudia Donà e Pierluigi Cerri - che ripercorre tre decadi di creatività del design italiano, descritta anche nei saggi dell'omonimo libro catalogo con prefazione di Gillo Dorfles. Per la prima volta il Salone entra nell'istituzione nazionale più prestigiosa dell'architettura e del design.
Nello stesso anno, Armellini e la moglie Armida Zanivan, sposata nel 1963 e da allora sua compagna di vita e di lavoro, finanziano con un lascito ereditario la trasformazione dell'Aula Magna dell'Università degli Studi di Milano in uno spazio tecnologicamente all'avanguardia, donando all'Ateneo e alla città un sofisticato sistema multimediale per gestire in videoconferenza eventi scientifici, didattici, congressuali e di comunicazione.

### Dagli anni Novanta al Duemila
Consolida la reputazione internazionale del design italiano con una serie di mostre al Salone su Maestri come Achille Castiglioni, Joe Colombo, Vico Magistretti, Gio Ponti, Bruno Munari, Ettore Sottsass e non tralascia rassegne sulle tendenze e i talenti emergenti. La sua attitudine personale a coinvolgere nella comunicazione dei Saloni creativi, grafici, illustratori e artisti di grande reputazione - tra cui Arnaldo Pomodoro, Mimmo Rotella, Andrea Cascella, Ugo Nespolo, Pierluigi Cerri, Lucio Del Pezzo, Guido Scarabottolo - costituisce la peculiarità di una visione che porta nel 1998 a conseguire il secondo premio Compasso d'Oro ADI per l'immagine coordinata della grafica Cosmit di Massimo Vignelli.
Nel 1998, sollecitato dalle tante iniziative di giovani che cercavano a Milano un luogo dove esporre, Armellini affianca al Salone un'area concepita come vetrina e trampolino di lancio per i creativi under 35 italiani e stranieri, scuole e università di design da tutto il mondo; è il SaloneSatellite, aperto al pubblico, un'idea coltivata da anni, di cui affida la realizzazione a Marva Griffin Wilshire. Il crescente successo di questa intuizione premierà il Cosmit nel 2014 con un terzo Compasso d'Oro ADI.
Nel 1999 - trentanovesima edizione del Salone - sostiene un'altra tappa fondamentale nell'evoluzione del rapporto Salone e cultura: lo apre al mondo dell'arte, facendo approdare a Milano protagonisti internazionali come Marina Abramovic, Peter Greenaway, Robert Wilson, Yoko Ono con la mostra Stanze e Segreti nella storica Rotonda della Besana, curata da Achille Bonito Oliva su progetto di Luigi Settembrini.

### Oltre il duemila
Nel 2001 è Amministratore Delegato di Cosmit Spa e l'anno seguente di Fondazione Cosmit Eventi Spa. “Personaggio centrale della composita galassia societaria che negli anni si è andata costituendo intorno alla rassegna”, presiede dal 2001 al 2006 il Comitato Tecnico Consultivo Fondazione Fiera di Milano per la realizzazione della nuova sede espositiva di Rho-Pero, progettata da Massimiliano Fuksas, il più grande polo fieristico europeo. Il Salone lo inaugura nel 2006 con il nuovo ridisegno di spazi, accessi e facilities studiato da Armellini. Nel 2005, sotto la sua guida, aveva debuttato la campagna di promozione internazionale con i Saloni WorldWide a New York e Mosca nella traiettoria Milano nel mondo e il mondo a Milano.
Durante il primo decennio del XXI secolo gli eventi collaterali e culturali da lui promossi con Cosmit sconfinano nei territori di arte, moda, architettura, ristorazione, ospitalità: Milano, ormai capitale indiscussa del design, partecipa così all' “…immaginario internazionale della contemporaneità” con mostre-evento tra le quali 1951-2001 Made in Italy? alla Triennale di Milano (2001) sulla convergenza di due ricorrenze storiche, i 40 anni del Salone e i 50 della moda italiana e Magnificenza e Progetto a Palazzo Reale (2009).
A ottobre 2009 si congeda dalla guida del Cosmit, pur restandone figura di riferimento e testimone. Il Salone ha nel frattempo superato 300.000 presenze di operatori, dei quali 178.000 esteri da 154 paesi. Si dedica alle sue altre passioni: l'arte, la musica jazz, la montagna, in particolare il Cervino, l'alpinismo, la pittura.
Tra gli altri ruoli istituzionali, dal 1997 al 1999 è stato Presidente di Assomostre, nel 2001-2002 Amministratore Delegato di Miart e nel 2002 Amministratore Delegato di Mifed., manifestazioni entrambe organizzate da Fiera Milano, dal 2001 al 2006 Componente del Consiglio Generale Fondazione Fiera, dal 2005 al 2008 membro del Collegio di Vigilanza di Regione Lombardia per l'Accordo di Programma per la Realizzazione del Museo del Design a Milano. Nel 2009 insieme a Letizia Moratti, all'epoca Sindaco di Milano, e all'allora Presidente Cosmit Carlo Guglielmi, ha firmato il Protocollo d'Intesa per l'Expo di Milano 2015; nello stesso anno è nominato membro del Comitato Scientifico per la Realizzazione del Progetto “Collezione Farnesina Design” con Decreto del Ministro degli Affari Esteri Franco Frattini.
È stato membro e poi Socio Onorario dell'ADI (Associazione per il Disegno Industriale, Milano), dell'UFI (Union des Foires Internationales, Paris), dell'ICSID (International Council of Societies Industrial Design, poi WDO World Design Organization, Montreal), componente del Consiglio Generale dell'AFI (Associazione Forestale Italiana, Roma), Socio onorario del Lions Club e della U.I.P.P.A. (Union Internationale de la Presse Professionelle de l'Ameublement, Brussels).
Nel 2022, a due anni dalla sua scomparsa la moglie Armida, con la donazione “Manlio Armellini”, consegna alla Cineteca del CAI, Club Alpino Italiano la collezione raccolta negli anni dal marito, oltre 130 film sulla produzione del cinema di montagna fino al 2020.
Nel 2022 viene anche ideato e lanciato CortAlp, Festival Internazionale del Cortometraggio di Montagna a Milano, a scadenza annuale, con il premio Manlio Armellini ai migliori video e ai loro autori sul tema della montagna con riferimento agli ambiti del design e dell'architettura. Organizzato e gestito dall’Associazione A+M (Alpi+Milano) in collaborazione con il CAI, il Politecnico di Milano Scuola del Design e Regione Lombardia, con il supporto di Armida Armellini e il patrocinio del Comune di Milano, a dicembre 2024 è giunto alla sua terza edizione.
Per i sessant'anni del Salone del Mobile la presidente Maria Porro, in collaborazione con il Politecnico di Milano e POLI.design, ha istituito nel 2022 la borsa di studio internazionale Manlio Armellini per il master universitario in Furniture Design.  Sempre nel 2022 il Comune di Milano gli ha conferito l'Ambrogino d'Oro alla memoria.
Nel giugno 2024, per la ventottesima edizione del Premio Compasso d'Oro, ADI e Fondazione ADI hanno 
conferito a Manlio Armellini una Targa Speciale Compasso d’Oro “per il suo contributo memorabile al mondo del progetto di design”.

## Premi e riconoscimenti
- 1970 Medaglia Salone del Mobile Italiano 1961-1970
- 1984 Targa Cafydma, Cámara Argentina de Firmas Industriales de Muebles y Afines
- 1987 Premio Compasso d'Oro ADI
- 1991 Targa Comitato Direttivo Cosmit 1961-1991
- 1994 Attestato di Benemerenza con Medaglia d'Oro Federlegno
- 1996 Targa d'argento Ente Fiera Milano
- 1997 Premio Tagliacarne AISM, Associazione Italiana Sviluppo Marketing
- 1998 Premio Compasso d'Oro ADI
- 2006 Premio Giuseppe Terragni designer Città di Meda
- 2006 Medaglia d'Oro Fondazione Fiera Milano 2001-2006
- 2008 Premio Regione Lombardia per il Lavoro 2007
- 2012 Socio Onorario ADI
- 2022 Ambrogino d'oro, Medaglia d'oro alla memoria – 7 dicembre 2022
- 2024 Premio Compasso d'Oro ADI - Targa Speciale Compasso d'Oro